# PinchukArtCentre
 (mars 2014).
Le PinchukArtCentre est un projet de la Fondation de Victor Pinchuk dans le domaine de la culture et l'un des plus grands centres d'art contemporain en Europe orientale. Il est situé à Kiev en Ukraine. La mission principale du PinchukArtCentre est la modernisation du secteur de l'art ukrainien et de susciter une nouvelle génération de créateurs.
Le centre présente des expositions d'artistes reconnus, aussi bien internationaux qu'ukrainiens, ainsi que des jeunes artistes. Il offre des projets éducatifs et un soutien culturel des projets.

## Présentation
Le PinchukArtCentre est un centre international d'art contemporain du XXIe siècle. C'est une plateforme ouverte pour les artistes, les œuvres d'art et la société. Son profil est destiné à l'entrelacement dynamique de la nouvelle production, la présentation et la collecte avec l'identité nationale et défi international. C'est un lieu pour les chefs-d'œuvre et des groupes de travail par des artistes majeurs de notre temps qui reflètent et représentent la complexité du monde, le transformant en une forme unique et nouvelle. Les domaines d'activité: collecte, expositions, projets, communication, éducation, publications et recherche. Le PinchukArtCentre est situé dans le complexe architectural de Kiev historique qui a subi une importante rénovation au début du XXIe siècle. La conception architecturale et d'intérieur pour le centre d'art a été développé par l'architecte français, Philippe Chiambaretta. Le PinchukArtCentre occupe six étages, avec des espaces d'exposition réparties sur quatre étages, d'une vidéo-lounge et un café à l'étage supérieur. La superficie totale des expositions s'élève à plus de 4000 mètres carrés.

## Histoire
Depuis son ouverture, le centre d'art est devenu un endroit de prédilection pour les jeunes Ukrainiens, les citadins et de nombreux visiteurs internationaux au capital de l'Ukraine. Avec la visualisation conviviale (les heures de visite : de 12,00 à 21,00) et l'entrée gratuite, le Centre fournit une occasion exceptionnelle de s'immerger dans l'art très contemporain. Avec le PinchukArtCentre, Kiev est ainsi devenue un point de destination nouvelle pour l'art contemporain mondial.
En 2008 - 2009, le Centre d'art a présenté une série spéciale d'expositions des jeunes artistes émergents. Expositions inclus : « Pastime Paradise » par Christina Solomukha (France / Ukraine) ; « East Europe Art Map » par groupe Irwin (Slovénie) ; « L'art comme un cadeau» par R.E.P. (Ukraine) ; « Rêveurs » par SOSka (Ukraine) et une exposition solo de Keita Sugiura (Japon).
En 2007 et 2009, PinchukArtCentre a officiellement organisée le Pavillon ukrainien lors de la 52e et la 53e Biennale de Venise, avec des projets "un poème sur une mer intérieure » et « Steppes des Rêveurs », respectivement. En 2011 le centre d'art a présenté l'exposition "Future Generation Art Prize @ Venice" sur la 54e Biennale de Venise. Le 8 décembre 2009, la Foundation de Victor Pinchuk a annoncé la création de la Future Génération Art Prize, une concurrence internationale à grande échelle pour les artistes jusqu'à 35 ans, avec l'action PinchukArtCentre comme l'organisateur. Le 10 décembre 2010, lors d'une cérémonie les noms des lauréats ont été annoncés : un artiste brésilien Cinthia Marcelle a reçu le prix principal et Mircea Nicolae, l'artiste de la Roumanie, a remporté le Prix Spécial. En Février 2011, le PinchukArtCentre a présenté le projet « Platform Collection: Circulation », une exposition permanente d'œuvres sélectionnées. La collection représente des artistes contemporains international et ukrainien. La plateforme de collecte se renouvelle deux fois par an. En février 2012, le nombre total de visiteurs de PinchukArtCentre depuis son ouverture atteint plus de 1 475 000 personnes.

## Grandes expositions au PinchukArtCentre
- «nouvel espace», une exposition d'ouverture par les différents artistes internationaux et ukrainiens ;
- «Generations.UsA", une exposition de groupe avec vingt jeunes artistes ukrainiens et américains ;
- «Vik Muniz: A Survey», une exposition par le célèbre artiste brésilien Vik Muniz ;
- «Un œil instinctif", une sélection de photographies contemporaines de la collection de Sir Elton John ;
- «réflexion», une exposition des dernières acquisitions, notamment des artistes tels que : Serhiy Bratkov, Antony Gormley, Andreas Gursky, Damien Hirst, Jeff Koons et Takashi Murakami ;
- «Mariko Mori: Oneness", une exposition à grande échelle par l'artiste japonaise, Mariko Mori ;
- «Paul McCartney - Peintures", une exposition de peintures de l'enquête par Paul McCartney ;
- «Le Rhin le Dniepr: Julia Stoschek Collection / Andreas Gursky», une exposition d'art vidéo thématiques avec dix-sept artistes internationaux et les grandes expositions de photographie d'une personne ;
- Exposition de l'artiste britannique Sam Taylor-Wood et "21 la Russie", une vitrine du groupe d'artistes russes contemporains.
- "REQUIEM", le spectacle plus grande rétrospective de l'artiste britannique Damien Hirst ;
- Exposition de 20 artistes sélectionnés pour le Prix PinchukArtCentre et un spectacle de groupe d'artistes ukrainiens de la génération des aînés «Forêt rouge» ;
- Deux expositions solo en parallèle : « Questions Foi » par l'Indien Subodh Gupta et « Ukraine » par Sergey Bratkov ;
- La sexualité et la Transcendance - une exposition de groupe d'envergure internationale ;
- Exposition solo de Takashi Murakami ;
- 21 artistes présélectionnés de l'Art Génération future exposition du Prix de groupe ;
- Exposition solo de l'artiste sud-africain Candice Breitz: "Vous + moi"; Exposition personnelle • par «tête de l'outil" artiste mexicain Damian Ortega ;
- «Plateforme Collection 1: Circulation» ;
- «Votre avenir affectif», exposition solo de Olafur Eliasson.

## PinchukArtCentre-UA
Outre les projets de grande envergure, le centre d'art détient les expositions à court terme PAC-UA présentant seulement de nouvelles œuvres par des artistes ukrainiens. Toutes les vitrines PAC-UA ont lieu dans l'espace d'art spéciale au 5e étage de PinchukArtCentre.